# 龙安站 (成都市)
龙安站位于中华人民共和国四川省成都市龙泉驿区大面街道成龙大道二段与龙城大道和车城西二路交叉口地下，跨路口沿成龙大道北侧绿化带设置，是成都地铁13号线一期工程建设中的一座地下车站，是东端终点站，预计于2025年启用。龙安站也是规划中的成都市域铁路S13线的西端起点站。
本站因位于龙安社区而得名，规划阶段曾用名“龙华寺”，原拟命名“车城西二路”。

## 车站结构
13号线龙安站为地下二层双柱三跨14米宽186米长岛式站台车站，车站全长570.8m，标准段基坑深19.5m，标准段宽23.1m，总建筑面积约30437m²，采用明挖顺做法施工。站后接入13号线龙泉车辆段。13号线龙安站预留与11号线换乘条件。
| 地面              | 0    | 出入口                                                                                        |
| 地下一层          | 站厅 | 自助购票、客服中心                                                                            |
| 地下二层          | 站台 | \| \| \| 13号线往瓦窑滩（龙华寺） \| \| 島式 · 開左邊车门 \| \| \| \| \| \| 13号线落客站台 \| |
|                   |      | 13号线往瓦窑滩（龙华寺）                                                                      |
| 島式 · 開左邊车门 |      |                                                                                               |
|                   |      | 13号线落客站台                                                                                |

## 出入口
龙安站共设置5个出入口：
- A1、A2出入口位于路口东南侧，沿车城西二路两侧布置；
- B出入口位于路口东北侧，沿成龙大道北侧绿带布置；
- C出入口位于路口西北侧，沿龙城大道西侧绿带布置；
- D出入口位于路口西北侧，沿成龙大道北侧绿带布置。

## 历史
- 2020年9月16日，成都市民政局发布公示，本站拟命名为“车城西二路”。[3]
- 2020年11月30日，在收集市民意见后，成都市民政局发布公告，本站标准名称定为“龙安”。[1]
- 2021年10月29日，13号线龙安站主体结构封顶。[5]

## 未来发展
根据线网规划，成都市域铁路S13线在龙安站设有一站，且是西端起点站。该线路建设规划已获批复，尚未开工建设。